# 桃花石
桃花石（古突厥语：‎，Tabγač，Tabğaç）是古代中亚人和西亚人对漢族或唐朝的一种称呼。有學者推測起源自拓跋部，或起源自唐家、大漢的音轉。

## 字源
13世纪《長春真人西遊記》記載，阿里馬城“土人唯以瓶取水，戴而歸。及見中原汲器，喜曰：桃花石諸事皆巧。桃花石，謂漢人也。”
在非汉语文献中有多种与“桃花石”语音相近的称呼。拜占庭帝国历史学家狄奥菲拉克特·西莫卡塔7世纪初所写的《历史》第7卷中，有一段提到Taugast（希臘語：Ταυγάστ）的统一。汉学家卜弼德认为这是指577年北周灭北齐。
8世纪后突厥汗国的阙特勤碑以Tabγač（古突厥语：‎）称呼漢人。“桃花石”和Taugast应该都来源于Tabgac一字。

## 來源爭論

### 來自阿尔泰语系音轉
伯希和提出Tabgac正是北魏皇族的姓氏「拓跋」。，认为突厥人後來用桃花石稱呼漢人，就是來源拓跋一词。學者森安孝夫等人支持此說。
戈登指出，拓跋应该对应准蒙古语系词汇taγβač。其中βač（跋）是借词，对应印度语支pati，意思为“主人”。另有理论认为汉文中的“拓跋”与后突厥碑文上的Tabγač（𐱃𐰉𐰍𐰲，音：桃花石）并无关系，据李盖提和林安庆的研究，拓跋实质上为两个阿尔泰语系词汇所组成，即tog（拓）和beg（跋，即贝伊），tog有尘土、泥土之意，beg为氏族和部落首领，两者皆为后世突厥的官号。这两种理论都与北魏官方史书《魏书》开编中的“北俗谓土为托，谓后为跋，故以为氏”的解释相符。

### 來自「大魏」音轉
法國學者德金認為Taugast為“大魏”的譯音，而大魏即為當時的北魏。潘悟雲指出，中古漢語中的去聲字在更早之前的時代帶有噝音韻尾，例如漢代譯音“罽賓”代表克什米爾，其中“罽”字對應Kash的發音。因此，同為去聲的“魏”字在當時被西人譯為gast也是合理的。

### 來自「唐家」二次音轉
德国学者夏德提出Tabγač是“唐家”一词的突厥文对音转写的说法，后来日本学者桑原隲藏在此基础上也提出“唐家子”一说 。这种观点是可以成立，因为拜占庭史家西莫卡塔所著《历史》撰写于610年至638年，而书中出现“桃花石”一词的《莫利斯皇帝大事记》成书于628年，当时唐朝已建立，相当于贞观年间。而《莫利斯皇帝大事记》虽陈述唐以前的事件，即莫利斯（卒于602年），文中的Taugast可能为后世才出现的假托代名词。但在高昌回鹘文献中，“大唐”在回鹘语的对音转写是Tayto。

### 來自「大汉」二次音轉
最新的解释据芮传民（1998），则认为Tabγač形成于匈奴时期，突厥继承此名号，“č”为突厥语敬词，因此Tabγa对应于“大汉”。但汉文词汇“大”在突厥语中应为Tay而不是Tab，故此說有爭議。